# Leest (waterschap)
De Leest  is een voormalig waterschap in de Nederlandse provincie Groningen.
Het waterschap lag binnen de grenzen van het waterschap de Munte (en na 1967 binnen Oldambt, waarin de Munte was opgegaan) en had de bemaling van het gebied als voornaamste taak. Ondanks dat het binnen het waterschap Oldambt lag, ging het in 1988 toch op in Gorecht, omdat dit schap alle op dat moment alle kleine Groninger zelfstandige schappen onder een noemer bracht.
Waterstaatkundig gezien ligt het gebied sinds 2000 binnen dat van het waterschap Hunze en Aa's.